# Episodi di The Real Ghostbusters
Questa è la lista degli episodi della serie televisiva d'animazione The Real Ghostbusters.

## Episodi

### Episodio pilota
L'episodio pilota altro non è che la versione originale della prima sigla della serie animata, con una lunghezza maggiore che la rende simile a un videoclip musicale; presentava disegni molto differenti rispetto alla successiva serie in quanto vi sono molti riferimenti al primo film, come l'aspetto e le uniformi originali dei protagonisti, Slimer e l'Uomo della Pubblicità dei Marshmallow ancora tra le file dei cattivi e altre varie differenze. Non è mai stato trasmesso pubblicamente se non nei contenuti speciali dell'edizione in DVD della serie.

### Prima stagione (1986)
1. I fantasmi sono tra noi (Ghosts 'Я Us)
2. Mastro "Scintilla" (Killerwatt)
3. La casa stregata (Mrs. Roger's Neighborhood)
4. Torna a casa Slimer (Slimer, Come Home)
5. Nani magici (Troll Bridge)
6. Viene il Babau (The Boogieman Cometh)
7. Uomo del sonno, fammi sognare! (Mr. Sandman, Dream Me A Dream)
8. Halloween per sempre (When Halloween Was Forever)
9. L'eroe torna a casa (Look Homeward, Ray)
10. Avventura in aereo (Take Two)
11. Amico Fantasma (Citizen Ghost)
12. Un mestiere difficile (Janine's Genie)
13. I fantasmi di Natale (X-mas Marks the Spots)

### Seconda stagione (1987)
1. La porta parlante (Knock Knock)
2. Lo spirito televisivo (Station Identification)
3. A carnevale ogni spettro vale (Play Them Ragtime Boos)
4. Spettri Pirati (Sea Fright)
5. Il medium pasticcione (The Spirit of Aunt Lois)
6. Lo zio Ciro (Cry Uncle)
7. Uno, cento, mille Slimer (Adventures in Slime and Space)
8. L'arbitro misterioso (Night Game)
9. Riga dritto, papà! (Venkman's Ghost Repellers)
10. Spirito goliardico (The Old College Spirit)
11. Un fantasma nello spazio (Ain't NASA-Sarily So)
12. Cartoni troppo animati (Who're You Calling Two-Dimensional?)
13. Paura all'opera (A Fright at the Opera)
14. La balena bianca (Doctor, Doctor)
15. Squadra anticrimine (Ghost Busted)
16. Il pilastro misterioso (Beneath These Streets)
17. Dieci piccoli indiani (Boo-Dunit)
18. Polli... alla diavolo (Chicken, He Clucked)
19. La fine del mondo (Ragnarok and Roll)
20. Sfasciacarrozze (Don't Forget the Motor City)
21. Un rock indiavolato (Banshee Bake a Cherry Pie?)
22. Chi ha paura dello spettro cattivo? (Who's Afraid of the Big Bad Ghost?)
23. Appesi ad un filo (Hanging By a Thread)
24. Mister miliardo (You Can't Take It With You)
25. Non c'è pace tra i vampiri (No One Comes to Lupusville)
26. Il goblin con la faccia di cane (Drool, the Dog-Faced Goblin)
27. Il cavaliere misterioso (The Man Who Never Reached Home)
28. Un libro pericoloso (The Collect Call of Cathulhu)
29. Vacanza scozzese (Bustman's Holiday)
30. Il Cavaliere senza testa (The Headless Motorcyclist)
31. Non aprire quella porta (The Thing in Mrs. Faversham's Attic)
32. Attenti ai giornalisti (Egon on the Rampage)
33. Ciak! Motore! Fantasmi! (Lights! Camera! Haunting!)
34. Il castello stregato (The Bird of Kildarby)
35. Un super-spettro a New York (Janine Melnitz, Ghostbuster)
36. Il sigillo magico (Apocalypse—What, Now?)
37. Il prigioniero verde (Lost and Foundry)
38. Il cavaliere di ferro (Hard Knight's Day)
39. Il demone ibernato (Cold Cash and Hot Water)
40. La notte di San Patrizio (The Scaring of the Green)
41. Mi chiamano signor Slimer (They Call Me Mr. Slimer)
42. L'ultimo treno per l'oblio (Last Train to Oblivion)
43. Il deodorante anti-spettro (Masquerade)
44. Le particelle miracolose (Janine's Day Off)
45. Viaggio a Parigi (The Ghostbusters in Paris)
46. Il Diavolo nel fondo (The Devil in the Deep)
47. Codice del west (Ghost Fight at the O.K. Corral)
48. Spettri ricchi e famosi (Ghostbuster of the Year)
49. Fantasmi a congresso (Deadcon I)
50. L'armadio del mistero (The Cabinet of Calamari)
51. Il geranio stregato (A Ghost Grows in Brooklyn)
52. Il giorno del tacchino (The Revenge of Murray the Mantis)
53. Montagne russe (Rollerghoster)
54. Il drago verde (I Am the City)
55. Le pietre fischianti (Moaning Stones)
56. Un lunghissimo addio (The Long, Long, Long, etc. Goodbye)
57. Un povero fantasma (Buster the Ghost)
58. La corsa del diavolo (The Devil to Pay)
59. Scambio di cervelli (Slimer, Is That You?)
60. Alchimia vincente (Egon's Ghost)
61. Fumetti che passione! (Captain Steel Saves the Day)
62. Victor, il fantasmino felice (Victor the Happy Ghost)
63. Il drago di Egon (Egon's Dragon)
64. La fattoria dei morti viventi (Dairy Farm)
65. La banda del buco nel muro (The Hole in the Wall Gang)

### Terza stagione (1987)
1. La piccola orfanella (Baby Spookums)
2. Il mondo è una giungla (It's A Jungle Out There)
3. Chi ha paura del Babau? (The Boogeyman Is Back)
4. C'era una volta Slimer (Once Upon a Slime)
5. Le due facce del fantasmino (The Two Faces of Slimer)
6. Un gigante dal cuore di zucchero (Sticky Business)
7. La vendetta del Grande Cocomero (Halloween II 1/2)
8. Casa dolce casa (Loathe Thy Neighbor)
9. Io e mio fratello (The Grundel)
10. Una strana creatura (Big Trouble With Little Slimer)
11. Il fantasma burlone (The Copycat)
12. Paura al chiaro di luna (Camping It Up)
13. L'ultimo vampiro (Transylvanian Homesick Blues)

### Quarta stagione (1988)
1. Gli acchiappafantasmi acchiappati (Flipside)
2. La notte dei polli mannari (Poultrygeist)
3. Un bel gioco dura poco (The Joke's on Ray)
4. Catastrofe a New York (Standing Room Only)
5. Un robot fuorilegge (Robo-Buster)
6. In cerca di emozioni (Short Stuff)
7. Il vecchio villaggio indiano (Follow The Hearse)
8. Oggetti smarriti in vendita (The Brooklyn Triangle)

### Quinta stagione (1989)
1. Qualcosa bolle in pentola (Something's Going Around)
2. Tre uomini e un bebè (Three Men And An Egon)
3. Elementare mio caro Watson (Elementary My Dear Winston)
4. Se fossi uno stregone (If I Were a Witch Man)
5. Soci melmosi (Partner in Slime)
6. Destino crudele (Future Tense)
7. Prigionieri (Jailbusters)
8. In diretta dalla tomba di Al Capone (The Ghostbuters Live! from Al Capone's Tomb!)
9. Lo specchio magico (Trading Faces)
10. Fantasmi in vacanza (Transcendental Tourists)
11. Il drago fatato (Surely You Joust)
12. Il gatto dei desideri (Kitty-Cornered)
13. Un incantesimo per Slimer (Slimer's Curse)
14. Finché morte non ci separi (Til Death Do Us Part)
15. Ritorno al passato (It's About Time)
16. Il rapimento di Slimer (The Ransom of Greenspud)
17. La vendetta del re dei fantasmi (Revenge of the Ghostmaster)
18. Una trappola difettosa (Loose Screws)
19. Peter super uomo (Venk-Man!)
20. Slimer lascia la scia (Slimer Streak)
21. Evviva la festa di Halloween (The Halloween Door)

### Sesta stagione (1990)
1. Viaggio in Russia (Russian About)
2. La casa infernale (The Haunting of Heck House)
3. Una strana dimensione (You Can't Teach an Old Demon New Tricks)
4. La fatina buona (Janine, You've Changed)
5. La pattuglia verde (Mean Green Teen Machine)
6. Lo spettro spaziale (Spacebusters)
7. Ospiti inattesi (Guess What's Coming to Dinner)
8. Amici per la pelle (Very Beast Friends)
9. Il mondo dei fantasmi (Ghostworld)
10. Gran Prix mortale (Afterlife in the Fast Lane)
11. Uno scienziato pazzo (The Slob)
12. Un compleanno da ricordare (Busters in Toyland)
13. Fantasmi da salvare (My Left Fang)
14. Sammy K. il furetto (Stay Tooned)
15. I magnifici cinque (The Magnificent Five)
16. La macchina della memoria (Deja Boo)

### Settima stagione (1991)
1. Spedizione in Messico (The treasure of Sierra Tamale)
2. Fantasmi nel sacco (Not now, Slimer!)
3. SOS da Tokyo (Attack of the B-Movie Monsters)
4. L'invasione degli insetti (20, 000 leagues under the street)

## Spin-off

### Slimer (1988)
Slimer è uno spin-off di The Real Ghostbusters con protagonista Slimer, trasmessa per la prima volta negli USA nel 1988.
- 1A. Slimer for Hire
- 1B. Cruisin' for a Bruisin
- 1C. Nothing to Sneeze At
- 2A. A Mouse in the House
- 2B. Cash or Slime
- 2C. Doctor Dweeb, I Presume
- 3A. Quickslimer Messenger Service
- 3B. Pigeon-Cooped
- 3C. Il grande roditore (Go-pher It)
- 4A. Sticky Fingers
- 4B. Chi scherza paga (Don't Tease the Sleaze)
- 5A. Un gatto lagnoso (Room at the Top)
- 5B. Un gelato miracoloso (Tea but not Sympathy)
- 5C. Una festa da ricordare (Special Delivery)
- 6A. Liberiamoci di Grout (Out with Grout)
- 6B. Il dottor Strano Cane (Dr. Strangedog)
- 7A. Il concertino di Slimer (Slimer's Silly Symphony)
- 7B. Slimer e Cappuccetto Verde (Little Green Sliming Hood)
- 7C. Un fantasma scimmia (Monkey See, Monkey Don't)
- 8A. Cane da spiaggia (Beach Blanket Bruiser)
- 8B. Buffone di classe (Class Clown)
- 8C. Scuola per cani (Dog Days)
- 9A. Ritorno dal Polo Sud (The Dirty Half-Dozen)
- 9B. Cinema gratis (Movie Madness)
- 10A. Attentato alla mostra canina (Show Dog Showdown)
- 10B. Che fatica il campeggio (The Not-So-Great Outdoors)
- 10C. Vacanza sul pianeta Pluto (Unidentified Sliming Object)
- 11A. Up Close and Too Personal
- 11B. Dolce vendetta (Sweet Revenge)
- 12A. Slimer al Luna Park (Rainy Day Slimer)
- 12B. Il fagiolo gigante (Slimer & the Beanstalk)
- 12C. Un extraterrestre in vacanza (Space Case)
- 13. Scareface